# هايلاند بيتش
هايلاند بيتش (بالإنجليزية: Highland Beach)‏ هي مدينة أمريكية تقع في ولاية فلوريدا. تبلغ مساحة هذه المدينة 2.9 (كم²)،ويبلغ عدد سكانها 3988 نسمة حسب إحصاء سنة 2010 م 3988.

## التركيبة السكانية
حدّد مكتب تعداد الولايات المتحدة بيانات التركيبة السكانية لهايلاند بيتش في تعداد الولايات المتحدة. في ما يلي، التركيبة السكانية حسب تعدادي 2000 و2010.

### تعداد عام 2000
بلغ عدد سكان هايلاند بيتش 3,775 نسمة بحسب تعداد عام 2000، وبلغ عدد الأسر 2,192 أسرة وعدد العائلات 1,227 عائلة مقيمة في البلدة. في حين سجلت الكثافة السكانية 1,130.2 نسمة لكل كيلومتر مربع (2,927.2/ميل2). وبلغ عدد الوحدات السكنية 3,677 وحدة بمتوسط كثافة قدره 1,100.9 لكل كيلومتر مربع (2,851.3/ميل2).
وتوزع التركيب العرقي للبلدة بنسبة 98.33% من البيض و0.37% من الأمريكيين الأفارقة و0.05% من الأمريكيين الأصليين و0.37% من الأمريكيين ذوي الأصول الآسيوية و0.11% من الأعراق الأخرى و0.77% من عرقين مختلطين أو أكثر و2.97% من الهسبانيون أو اللاتينيون من أي عرق.
بلغ عدد الأسر 2,192 أسرة كانت نسبة 5% منها لديها أطفال تحت سن الثامنة عشر تعيش معهم، وبلغت نسبة الأزواج القاطنين مع بعضهم البعض 53.2% من أصل المجموع الكلي للأسر، ونسبة 1.5% من الأسر كان لديها معيلات من الإناث دون وجود شريك، بينما كانت نسبة 1.3% من الأسر لديها معيلون من الذكور دون وجود شريكة وكانت نسبة 44% من غير العائلات. تألفت نسبة 38.1% من أصل جميع الأسر من عدة أفراد يعيشون في نفس المنزل ونسبة 23.4% كانت تتألف من شخص يعيش بمفرده يبلغ من العمر 65 عاماً أو أكثر. وبلغ متوسط حجم الأسرة المعيشية 1.72، أما متوسط حجم العائلات فبلغ 2.15.
بلغ العمر الوسطي للسكان 66.5 عاماً. وكانت نسبة 3.9% من القاطنين تحت سن الثامنة عشر، وكانت نسبة 1.4% بين الثامنة عشر والرابعة والعشرين عاماً، ونسبة 12.7% كانت واقعةً في الفئة العمرية ما بين الخامسة والعشرين والرابعة والأربعين عاماً، ونسبة 28.7% كانت ما بين الخامسة والأربعين والرابعة والستين، ونسبة 53.2% كانت ضمن فئة الخامسة والستين عاماً فما فوق. يوجد لكل 100 أنثى 88.3 ذكر، ويوجد لكل 100 أنثى في الثامنة عشر من عمرها فما فوق 87.7 ذكر.
بلغ متوسط دخل الأسرة في البلدة 72,989 دولارًا، أما متوسط دخل العائلة فبلغ 95,217 دولارًا. وكان متوسط دخل الذكور 87,160 دولارًا مقابل 40,357 دولارًا للإناث. وسجل دخل الفرد الخاص بالبلدة 67,288 دولارًا. وكانت نسبة 0% من العائلات ونسبة 2.1% من السكان تحت خط الفقر، وكان من هؤلاء نسبة 0% تحت سن الثامنة عشر ونسبة 2% في الخامسة والستين من العمر وما فوق.

### تعداد عام 2010
بلغ عدد سكان هايلاند بيتش 3,539 نسمة بحسب تعداد عام 2010، وبلغ عدد الأسر 2,031 أسرة وعدد العائلات 1,131 عائلة مقيمة في البلدة. في حين سجلت الكثافة السكانية 1,059.6 نسمة لكل كيلومتر مربع (2,744.4/ميل2). وبلغ عدد الوحدات السكنية 3,564 وحدة بمتوسط كثافة قدره 1,067.1 لكل كيلومتر مربع (2,763.8/ميل2).
وتوزع التركيب العرقي للبلدة بنسبة 97.74% من البيض و0.34% من الأمريكيين الأفارقة و0.73% من الأمريكيين ذوي الأصول الآسيوية و0.51% من الأعراق الأخرى و0.68% من عرقين مختلطين أو أكثر و3.65% من الهسبانيون أو اللاتينيون من أي عرق.
بلغ عدد الأسر 2,031 أسرة كانت نسبة 5.4% منها لديها أطفال تحت سن الثامنة عشر تعيش معهم، وبلغت نسبة الأزواج القاطنين مع بعضهم البعض 51.3% من أصل المجموع الكلي للأسر، ونسبة 2.8% من الأسر كان لديها معيلات من الإناث دون وجود شريك، بينما كانت نسبة 1.6% من الأسر لديها معيلون من الذكور دون وجود شريكة وكانت نسبة 44.3% من غير العائلات. تألفت نسبة 38.6% من أصل جميع الأسر من عدة أفراد يعيشون في نفس المنزل ونسبة 23.7% كانت تتألف من شخص يعيش بمفرده يبلغ من العمر 65 عاماً أو أكثر. وبلغ متوسط حجم الأسرة المعيشية 1.74، أما متوسط حجم العائلات فبلغ 2.20.
بلغ العمر الوسطي للسكان 66.9 عاماً. وكانت نسبة 4.8% من القاطنين تحت سن الثامنة عشر، وكانت نسبة 1.8% بين الثامنة عشر والرابعة والعشرين عاماً، ونسبة 8.2% كانت واقعةً في الفئة العمرية ما بين الخامسة والعشرين والرابعة والأربعين عاماً، ونسبة 31.1% كانت ما بين الخامسة والأربعين والرابعة والستين، ونسبة 54.2% كانت ضمن فئة الخامسة والستين عاماً فما فوق. وتوزع التركيب الجنسي للسكان بنسبة 47.1% ذكور و52.9% إناث.